# Hezy Leskly
Hezy Leskly (Hebreeuws: חזי לסקלי) (Rehovot, 26 juli 1952 - Givatayim, 26 mei 1994) was een Israëlische dichter, choreograaf, schilder en kunstcriticus.

## Biografie
Leskly werd in 1952 geboren in Rehovot, als enige zoon van Tsjechisch-Joodse ouders die de Holocaust overleefden. Zijn vaders eerste vrouw en kind kwamen tijdens de Tweede Wereldoorlog om. Al vroeg in zijn jeugd verhuisde Leksly naar Givatayim. Op 18-jarige leeftijd publiceerde hij zijn eerste gedichten in tijdschriften. Toen Leskly 22 was, verhuisde hij naar Den Haag, waar hij dans en kunst ging studeren. Na zijn terugkomst in Israël ging Leskly aan de slag als kunstcriticus voor de lokale krant Ha'ir ('De stad'), waarin hij eveneens een vaste column kreeg. Daarnaast werkte hij als schilder en choreograaf, en voltooide in totaal vier dichtbundels en drie dansvoorstellingen.

## LHBT
Leskly was actief binnen LHBT-organisaties en was een van de eersten in Israël die zich publiekelijk als homoseksueel uitte. Naast dans speelt het leven als homoseksueel een prominente rol in de gedichten van Leskly.
Op 41-jarige leeftijd overleed Leskly, op het hoogtepunt van zijn carrière, aan de gevolgen van aids. Hij ligt begraven op de begraafplaats Kiryat Shaul in Tel Aviv.

## Postuum
Kort na zijn dood verscheen de vierde dichtbundel Sotim yekarim ('Beste perverselingen'). Twee jaar later bracht regisseur Yair Lev de documentaire Yakantalisa (יקנטליסה) uit. Deze film, die dat jaar deelnam aan een competitie op het Jerusalem Film Festival, werd vanwege de thematiek gediskwalificeerd voor uitzending op de Israëlische televisie. In 2002 werd deze alsnog vertoond.
In 2009 verscheen de bundel Be'er chalav be'emtza ha'ir ('Een melkput in het midden van de stad'). Het bevat de vier eerder uitgebrachte bundels, plus een selectie vroegere gedichten, geschreven vanaf 1968. In 2020 verscheen het album Ha'meshorer (המשורר; 'De dichter'), waarop verschillende Israëlische artiesten onder leiding van componist Dori Parnes de poëzie van Leskly bezingen. Parnes verzorgde ook de muziek voor Yakantalisa.